# إرفينغ مالين
إرفينغ مالين (بالإنجليزية: Irving Malin)‏ هو ناقد أدبي وصحفي أمريكي، ولد في 18 مارس 1934، وتوفي في 3 ديسمبر 2014.